# Граф Гейнсборо
Граф Гейнсборо (англ. Earl of Gainsborough) — наследственный титул, созданный дважды в британской истории (1682 год — Пэрство Англии, 1841 год — Пэрство Соединённого королевства).

## Первая креация 1682 года
Баптист Хикс был торговцем текстилем в Лондоне, а также представлял Тависток и Тьюксбери в Палате общин. В 1627 году для него был создан титул баронета из Кампдена в графстве Глостершир. В 1628 году Баптист Хикс стал пэром Англии, получив титулы барона Хикса из Уилмингтона в графстве Уорикшир и виконта Кампдена из Кампдена в графстве Глостершир. После смерти лорда Кампдена титул виконта и барона унаследовал его зять, Эдвард Ноэль, 2-й виконт Кампден (ум. 1643). Он ранее представлял в Палате общин Ратленд. В 1611 году Эдвард Ноэль стал баронетом из Брука в графства Ратленд, а в 1617 году он получил звание пэра Англии, став бароном Ноэлем из Ридлингтона. Его сын, Баптист Ноэль, 3-й виконт Кампден (1612—1682), был депутатом парламента от Радленда в 1640 году.
Его преемником стал его сын, Эдвард Ноэль, 4-й виконт Кампден (1641—1689). Он заседал в Палате общин от Ратленда (1661—1679) и Хэмпшира (1679), а также служил лордом-лейтенантом графств Хэмпшир (1676—1686) и Ратленд (1682—1688). В 1681 году он получил титул барона Ноэля из Титчфилда. В следующем году, через месяц после смерти отца, для него был создан титул графа Гейнсборо. Его сын, Ризли Баптист Ноэль, 2-й граф Гейнсборо (ок. 1661—1690), заседал в Палате общин от Хэмпшира (1685—1689). Ему наследовал его кузен, Баптист Ноэль, 3-й граф Гейнсборо (1684—1714). Он был сыном достопочтенного Баптиста Ноэля (1658—1690), сына третьего виконта Кампдена и сводным братом 1-го графа Гейнсборо. В 1798 году после смерти его внука, Генри Ноэля, 6-го графа Гейнсборо (1743—1798), все титулы прервались.
Известным членом семьи был сэр Майкл Хикс (1543—1612), старший брат 1-го виконта Кампдена. Он был предком баронетов Хикс из Беверстона и графов Сен-Алдвина.

## Вторая креация 1841 года

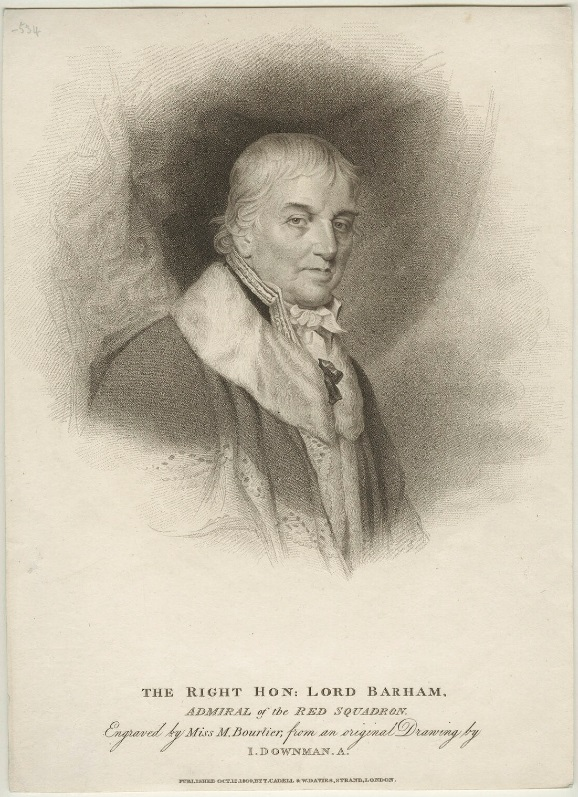
Уильям Миддлтон, 1-й барон Бархэм

Чарльз Миддлтон (1726—1813) был адмиралом королевского флота, а также занимал должность первого лорда Адмиралтейства (1805—1806). В 1781 году для него был создан титул баронета из Нави. В 1805 году он стал пэром Соединённого королевства, получив титул барона Бархэма из Бархэма Корта и Тестона в графстве Кент. Его преемником в звании баронета стал его зять, Джерард Ноэль Ноэль, 2-й баронет (1759—1838), женатый на Диане Миддлтон (ум. 1823). Он был сыном Джерарда Энн Эдвардеса (ум. 1813) и леди Джейн Ноэль, дочери Баптиста Ноэля, 4-го графа Гейнсборо, и сестре Генри Ноэля, 6-го графа Гейнсборо. Джерард Энн Эдвардес был внебрачным сыном лорда Энн Гамильтона (1709—1748), младшего сына Джеймса Гамильтона, 4-го герцога Гамильтона. Сэр Джерард Ноэль заседал в Палате общин от Мейдстона (1784—1788) и Ратленда (1788—1800, 1801—1808, 1814—1838).
Лорду Бархэму наследовала его дочь Диана Ноэль, 2-я баронесса Бархэм (1762—1823), жена Джерарда Ноэля Ноэля, 2-го баронета. Их сын Чарльз Ноэль (1781—1866) унаследовал титулы 3-го барона Бархэма (1823) и 3-го баронета (1838). Он представлял Радленд в Палате общин (1808—1814). В 1841 году для него были возрождены титулы барона Ноэля из Ридлингтона в графстве Ратленд, виконта Кампдена из Кампдена в графстве Глостершир и графа Гейнсборо в графстве Линкольншир. Его сын, Чарльз Джордж Ноэль, 2-й граф Гейнсборо (1818—1881), представлял в парламенте Ратленд (1840—1841) и занимал пост лорда-лейтенанта графства Ратленд (1867—1881).
По состоянию на 2024 год, современным обладателем графского титула являлся его прямой потомок, Энтони Баптист Ноэль, 6-й граф Гейнсборо (род. 1950), сменивший своего отца в 2009 году.

## Другие известные представителя семьи Ноэль
- Достопочтенный Уильям Миддлтон Ноэль (1789—1859), депутат Палаты общин от Ратленда (1838—1840), третий сын 2-го баронета и леди Бархэм;
- Достопочтенный Баптист Ризли Ноэль (1798—1873), евангелический священник, десятый сын 2-го баронета и леди Бархэм;
- Эрнест Ноэль (1831—1931), британский политик, второй сын предыдущего, депутат Палаты общин от Дамфрисса (1874—1886);
- Достопочтенный Джерард Ноэль (1823—1911), консервативный политик, второй сын 1-го графа Гейнсборо, депутат парламента от Ратленда (1847—1883);
- Достопочтенный Роден Ноэль (1834—1894), английский поэт, сын 1-го графа Гейнсборо от четвертого брака;
- Конрад Ноэль (1869—1942), священник и христианский социалист, сын предыдущего;
- Леди Виктория Ноэль (1839—1916), меценат, дочь 1-го графа Гейнсборо от четвертого брака.

Родовое гнездо — Экстон Холл в Экстоне, графство Ратленд.

## Виконты Кампден (1628)
- 1628—1629: Баптист Хикс, 1-й виконт Кампден (1551 — 18 октября 1629), сын Роберта Хикса;
- 1629—1643: Эдвард Ноэль, 2-й виконт Кампден (ум. 8 марта 1643), сын сэра Эндрю Ноэля (ум. 1607), зять предыдущего;
- 1643—1682: Баптист Ноэль, 3-й виконт Кампден (1612 — 29 октября 1682), сын предыдущего;
- 1682—1689: Эдвард Ноэль, 4-й виконт Кампден (27 января 1641 — январь 1689), старший сын предыдущего от третьего брака, граф Гейнсборо с 1682 года.

## Графы Гейнсборо, первая креация (1682)
- 1682—1689: Эдвард Ноэль, 1-й граф Гейнсборо (27 января 1641 — январь 1689), старший сын 3-го виконта Кампдена от третьего брака;
- 1689—1690: Ризли Баптист Ноэль, 2-й граф Гейнсборо (ок. 1661 — 21 сентября 1690), единственный сын предыдущего;
- 1690—1714: Баптист Ноэль, 3-й граф Гейнсборо (1684 — 17 апреля 1714), сын достопочтенного Баптиста Ноэля и внук Баптиста Ноэля, 3-го виконта Кампдена;
- 1714—1751: Баптист Ноэль, 4-й граф Гейнсборо (май 1708 — 21 марта 1751), единственный сын предыдущего;
- 1751—1759: Баптист Ноэль, 5-й граф Гейнсборо (8 июня 1740 — 27 мая 1759), старший сын предыдущего;
- 1759—1798: Генри Ноэль, 6-й граф Гейнсборо (1743 — 8 апреля 1798), младший брат предыдущего.

## Баронеты Ноэль и Мидлтон из Нави (1781)
- 1781—1813: Адмирал Миддлтон, Чарльз, 1-й барон Бархэм, 1-й баронет (14 октября 1726 — 17 июня 1813), сын Роберта Миддлтона;
- 1813—1838: Сэр Джерард Ноэль Ноэль, 2-й баронет (17 июля 1759 — 25 февраля 1838), зять предыдущего, сын Джерарда Эдвардеса и леди Джейн Ноэль, дочери Баптиста Ноэля, 4-го графа Гейнсборо;
- 1838—1866: Чарльз Ноэль, 3-й барон Бархэм, 3-й баронет (2 октября 1781 — 10 июня 1866), старший сын предыдущего, барон Бархэм с 1823 года.

## Бароны Бархэм (1805)
- 1805—1813: Адмирал Миддлтон, Чарльз, 1-й барон Бархэм (14 октября 1726 — 17 июня 1813), сын Роберта Миддлтона, таможенника из Бонесса;
- 1813—1823: Диана Ноэль, 2-я баронесса Бархэм (18 сентября 1762 — 12 апреля 1823), дочь предыдущего;
- 1823—1866: Чарльз Ноэль, 3-й барон Бархэм (2 октября 1781 — 10 июня 1866), старший сын сэра Джерарда Ноэля Ноэля, 2-го баронета (1759—1838), и Дианы Ноэль, 2-й баронессы Бархэм, граф Гейнсборо с 1841 года.

## Графы Гейнсборо, вторая креация (1841)
- 1841—1866: Чарльз Ноэль, 1-й граф Гейнсборо (2 октября 1781 — 10 июня 1866), старший сын Джерарда Ноэля Ноэля, 2-го баронета;
- 1866—1881: Чарльз Джордж Ноэль, 2-й граф Гейнсборо (5 сентября 1818 — 13 августа 1881), единственный сын предыдущего от второго брака с Элизабет Грей (ум. 1818);
- 1881—1926: Чарльз Уильям Фрэнсис Ноэль, 3-й граф Гейнсборо (20 октября 1850 — 17 апреля 1926), старший сын предыдущего;
- 1926—1927: Артур Эдвард Джозеф Ноэль, 4-й граф Гейнсборо (30 июня 1884 — 27 августа 1927), старший сын предыдущего;
- 1927—2009: Энтони Джерард Эдвард Ноэль, 5-й граф Гейнсборо (24 октября 1923 — 29 декабря 2009), старший сын предыдущего;
- 2009 — настоящее время: Энтони Баптист Ноэль, 6-й граф Гейнсборо (род. 17 января 1950), старший сын предыдущего;
  - Наследник: Генри Роберт Энтони Ноэль, виконт Кампден (род. 1 июля 1977), единственный сын предыдущего;
    - Наследник наследника: Достопочтенный Эдвард Патрик Энтони Ноэль (род. 30 апреля 2007), единственный сын предыдущего.